# Elitloppet 2000
Elitloppet 2000 var den 49:e upplagan av Elitloppet, som gick av stapeln söndagen den 28 maj 2000 på Solvalla i Stockholm. Finalen vanns av den svenska hästen Victory Tilly, körd och tränad av Stig H. Johansson. Detta var Stig H. Johanssons sjätte seger i Elitloppet.
Loppet såg på förhand ut att bli det allra starkaste någonsin, trots att både Moni Maker och Remington Crown hade lämnat återbud. I loppet deltog förutom den svenska stjärnan Victory Tilly världsstjärnor som Varenne och Général du Pommeau (som samma år hade vunnit Prix d'Amérique).

## Upplägg och genomförande
Elitloppet är ett inbjudningslopp och varje år bjuds 16 hästar som utmärkt sig in till Elitloppet. Hästarna lottas in i två kvalheat, och de fyra bästa i varje försök går vidare till finalen som sker 2–3 timmar senare samma dag. Desto bättre placering i kvalheatet, desto tidigare får hästens tränare välja startspår inför finalen. Samtliga tre lopp travas sedan 1965 över sprinterdistansen 1 609 meter (engelska milen) med autostart (bilstart). I Elitloppet 2000 var förstapris i finalen 1,5 miljon kronor, och 250 000 kronor i respektive kvalheat.

## Kvalheat 1
| P | S | Häst            | Kusk                      | Tränare                   | Land      | Odds  | Tid      |
| - | - | --------------- | ------------------------- | ------------------------- | --------- | ----- | -------- |
| 1 | 5 | Varenne         | Giampaolo Minucci         | Jori Turja                | Italien   | 1,47  | 1.11,0   |
| 2 | 1 | Giesolo de Lou  | Jean-Étienne Dubois       | Jean-Étienne Dubois       | Frankrike | 15,00 | 1.11,0   |
| 3 | 7 | Fan Idole       | Richard William Denéchère | Richard William Denéchère | Frankrike | 29,00 | 1.11,4   |
| 4 | 3 | Indian Silver   | Stig H. Johansson         | Stig H. Johansson         | Sverige   | 15,50 | 1.11,4   |
| 0 | 4 | Gill's Victory  | Steen Juul                | Steen Juul                | Danmark   | 32,10 | 1.11,5   |
| 0 | 8 | Igor Brick      | Stefan Melander           | Stefan Melander           | Sverige   | 23,40 | 1.11,5   |
| 0 | 2 | Simb Zipper     | Robert Bergh              | Robert Bergh              | Sverige   | 36,10 | 1.11,8ag |
| d | 6 | Ringside Rocket | Ron Pierce                | Bill Vandervort           | USA       | 30,20 | m6ag     |

## Kvalheat 2
| P | S | Häst               | Kusk                | Tränare             | Land          | Odds  | Tid      |
| - | - | ------------------ | ------------------- | ------------------- | ------------- | ----- | -------- |
| 1 | 7 | Victory Tilly      | Stig H. Johansson   | Stig H. Johansson   | Sverige       | 2,73  | 1.10,7   |
| 2 | 6 | Général du Pommeau | Jules Lepennetier   | Jules Lepennetier   | Frankrike     | 2,40  | 1.10,9   |
| 3 | 4 | Baron Pepper       | Torbjörn Jansson    | Stig H. Johansson   | Sverige       | 24,00 | 1.11,1   |
| 4 | 8 | Frisky Frazer      | Axel Jacobsen       | Axel Jacobsen       | Danmark       | 7,40  | 1.11,2   |
| 0 | 5 | Blue Fighter       | Olav Mikkelborg     | Olav Mikkelborg     | Norge         | 68,80 | 1.11,4   |
| 0 | 2 | Gidde Palema       | Björn Goop          | Björn Goop          | Sverige       | 6,80  | 1.11,5ag |
| 0 | 1 | Milo Windspiel     | Peter Strooper      | Peter Strooper      | Nederländerna | 41,90 | 1.11,7ag |
| 0 | 3 | Ganymede           | Jean-Étienne Dubois | Jean-Étienne Dubois | Frankrike     | 9,00  | 1.11,8   |

## Finalheat
| P | S | Häst               | Kusk                      | Tränare                   | Land      | Odds   | Tid      |
| - | - | ------------------ | ------------------------- | ------------------------- | --------- | ------ | -------- |
| 1 | 1 | Victory Tilly1     | Stig H. Johansson         | Stig H. Johansson         | Sverige   | 3,10   | 1.10,5   |
| 2 | 4 | Général du Pommeau | Jules Lepennetier         | Jules Lepennetier         | Frankrike | 3,50   | 1.10,7   |
| 3 | 5 | Fan Idole          | Richard William Denéchère | Richard William Denéchère | Frankrike | 42,00  | 1.10,7   |
| 4 | 8 | Frisky Frazer      | Axel Jacobsen             | Axel Jacobsen             | Danmark   | 60,80  | 1.10,8   |
| 5 | 3 | Varenne            | Giampaolo Minucci         | Jori Turja                | Italien   | 2,20   | 1.10,9ag |
| 0 | 6 | Baron Pepper       | Torbjörn Jansson          | Stig H. Johansson         | Sverige   | 117,00 | 1.11,1   |
| 0 | 7 | Indian Silver      | Örjan Kihlström           | Stig H. Johansson         | Sverige   | 93,90  | 1.11,2   |
| d | 2 | Giesolo de Lou     | Jean-Étienne Dubois       | Jean-Étienne Dubois       | Frankrike | 6,70   | 8ag      |

1 Till Victory Tilly utdelades 250 000 kronor i extrabonus för att ha segrat i både försök och final.